# Himantolophus
Himantolophus – rodzaj morskich ryb z rodziny
maszkarowatych (Himantolophidae).

## Występowanie
Ocean Atlantycki, Spokojny i Indyjski.

## Klasyfikacja
Gatunki zaliczane do tego rodzaju:
| - Himantolophus albinares - Himantolophus appelii - Himantolophus azurlucens - Himantolophus borealis - Himantolophus brevirostris - Himantolophus compressus - Himantolophus cornifer - Himantolophus crinitus | - Himantolophus danae - Himantolophus groenlandicus - Himantolophus litoceras - Himantolophus macroceras - Himantolophus macroceratoides - Himantolophus mauli - Himantolophus melanolophus | - Himantolophus multifurcatus - Himantolophus nigricornis - Himantolophus paucifilosus - Himantolophus pseudalbinares - Himantolophus rostratus - Himantolophus sagamius - Himantolophus stewarti |